# علی‌آباد موقوفه
 علی‌آباد موقوفه، روستایی از توابع بخش فشاپویه شهرستان ری در استان تهران ایران است.

## جمعیت
این روستا در دهستان کلین قرار دارد و براساس سرشماری مرکز آمار ایران در سال ۱۳۸۵، جمعیت آن ۹۵ نفر (۲۰خانوار) بوده‌است.